# Reign Edwards
Pour les articles homonymes, voir Edwards.
Reign Edwards, née le 1er décembre 1996 dans le Maryland, est une actrice américaine.
Elle est révélée au grand public par le rôle de Rachel Reid dans la série télévisée The Wilds (2020-2022).

## Biographie
Reign Edwards, née le 1er décembre 1996 à Harfourd County, dans le Maryland, aux États-Unis, est une actrice et chanteuse américaine, connue principalement pour son rôle de Nicole Avant dans la série télévisée The Bold and The Beautiful (Amour, gloire et beauté).

### Carrière
Le 31 juillet 2018, elle obtient le rôle de Rachel Reid dans la série télévisée The Wilds créée par Sarah Streicher aux côtés de Sophia Taylor Ali, Shannon Berry, Sarah Pidgeon, Jenna Clause, Erana James, Helena Howard (en), Mia Healey et Rachel Griffiths. La série sortie le 11 décembre 2020 sur Prime Video, suit un groupe d'adolescentes très différentes qui sont bloquées sur une île, ignorant qu'elles font partie d'une «expérience sociale élaborée».
Le 10 novembre 2020, il est annoncé qu'elle sera à l'affiche du film dramatique Love You Anyway avec Charlie Gillespie (en). Le film est écrit et réalisé par Anna Matz encadré par Adil El Arbi et Bilall Fallah. 
Le projet fait partie de l'expérience Six Feet Apart créée par Justin Baldoni (À deux mètres de toi, Clouds) avec sa société de production Wayfarer Studios pour donner aux créatifs l'accès, l'opportunité et les ressources nécessaires pour produire des films innovants et socialement impactant pendant la pandémie actuelle, les poussant à sortir des sentiers battus, à regarder au-delà de l'isolement social du COVID-19 et à utiliser ces circonstances actuelles pour alimenter leur créativité,.

## Filmographie

### Cinéma
- 2010 : Thicker Than Water : Leah (court-métrage)
- 2011 : 35 and Ticking : Zenobia, jeune
- 2018 : HellFest de Gregory Plotkin : Brooke
- 2021 : Love You Anyway d'Anna Matz : Mackenzie Schaffer (post-production)
- 2023 : Old Dads de Bill Burr

### Séries télévisées
- 2015 : Les Thunderman : Winnie Lee (3 épisodes)
- 2015-2018 : Amour, Gloire et Beauté : Nicole Forrester Dominguez (267 épisodes)
- 2017 : MacGyver : Leanna Martin (13 épisodes)
- 2017-2019 : Snowfall : Melody Wright (18 épisodes)
- 2020 - 2022 : The Wilds : Rachel Reid (rôle principal - 18 épisodes)

## Distinctions
(en) Récompenses pour Reign Edwards sur l’Internet Movie Database
Nominations
- 2016 : 43e cérémonie des Daytime Emmy Awards : Meilleure jeune actrice dans une série télévisée dramatique pour Amour, Gloire et Beauté
- 2017 : 44e cérémonie des Daytime Emmy Awards : Meilleure jeune actrice dans une série télévisée dramatique pour Amour, Gloire et Beauté
- 2018 : 45e cérémonie des Daytime Emmy Awards : Meilleure jeune actrice dans une série télévisée dramatique pour Amour, Gloire et Beauté